# Claribel Alegría
Pour les articles homonymes, voir Alegría.
Clara Isabel Alegría Vides, dite Claribel Alegría, née le 12 mai 1924 à Estelí (Nicaragua) et morte le 25 janvier 2018 à Managua (Nicaragua), est une écrivaine nicaraguayenne et salvadorienne.
Son œuvre (poésie, roman, conte) suit les lignes des poètes de son époque, en cherchent la dénonciation sociale et la revendication des droits avec un langage qui est parfois « anti-littéraire ».

## Citation
- .....existen los barrotes/nos rodean (......il y a des barreaux/ils nous entourent) : Acuario (1955).

## Œuvre
- 1948 : Anillo de silencio
- 1953 : Vigilias
- 1955 : Acuario
- 1958 : Tres cuentos
- 1961 : Huésped de mi tiempo
- 1965 : Vía única
- 1966 : Cenizas de Izalco
- 1970 : Aprendizaje
- 1973 : Pasaré a cobrar y otros poemas
- 1978 : Sobrevivo (prix Casa de las Américas de Poesía)
- 1980 : La encrucijada salvadoreña
- 1980 : Nicaragua: la revolución sandinista
- 1981 : Flores del volcán; Suma y sigue
- 1983 : No me agarran viva: la mujer salvadoreña en lucha
- 1984 : Álbum familiar
- 1984 : Para romper el silencio: resistencia y lucha en las cárceles salvadoreñas
- 1986 : Despierta, mi bien, despierta
- 1987 : Luisa en el país de la realidad
- 1993 : Variaciones en clave de mi

- 1977 :  El detén